# Nelima recurvipenis
Nelima recurvipenis is een hooiwagen uit de familie Sclerosomatidae.